# Diecezja Chiclayo
Diecezja Chiclayo (łac. Dioecesis Chiclayensis, hiszp. Diócesis de Chiclayo) – diecezja Kościoła rzymskokatolickiego w Peru. Należy do metropolii Piura.
W 2023 na terenie archidiecezji pracowało 19 zakonników i 148 sióstr zakonnych.

## Historia
Została erygowana 17 grudnia 1956 roku przez papieża Piusa XII bullą Sicut mater familias. Powstała na terytoriach wydzielonych z diecezji Cajamarca i archidiecezji Trujillo. Został sufraganią archidiecezji Trujillo.
7 kwietnia 1963 z diecezji wydzielono prałaturę terytorialną Chota.
Od 30 czerwca 1966 jest sufraganią archidiecezji Piura.

## Główne świątynie
- Katedra: Katedra Świętej Marii w Chiclayo

## Biskupi diecezjalni
- Daniel Figueroa Villón (1956–1967)
- Ignacio María de Orbegozo y Goicoechea Opus Dei (1968–1998)
- Jesús Moliné Labarte (1998–2014)
- Robert Prevost OSA (2015–2023)
- Edinson Edgardo Farfán Córdova OSA (od 2024)

Położenie diecezji na mapie podziału diecezjalnego Peru